# Premier attentat-suicide au restaurant Rosh Ha'ir
Le premier attentat-suicide au restaurant Rosh Ha'ir est un attentat-suicide qui a eu lieu le 19 janvier 2006 au restaurant de chawarma Rosh Ha'ir à Tel Aviv, en Israël. Trente-deux civils israéliens ont été blessés. L'organisation militante palestinienne Jihad islamique a revendiqué la responsabilité de l'attaque terroriste,.
Un deuxième attentat-suicide a eu lieu au restaurant Rosh Ha'ir le 17 avril de la même année, tuant 11 civils israéliens et en blessant 68.

## Les auteurs
Le Jihad islamique palestinien a revendiqué la responsabilité de l'attaque et a identifié le kamikaze comme étant Sami Abd al-Hafiz Antar de Naplouse. Les Brigades des Martyrs d'Al-Aqsa ont également revendiqué la responsabilité de l'attentat.